# Hundkoll
Hundkoll är ett TV-program i SVT som sändes första gången 2006. Det är ett hundprogram som handlar om valpar, hundar som jobbar, agility, kändishundar med mera. Programledare för första säsongen var Katti Hoflin och andra säsongen tog Magnus Johansson över programledarskapet. Programmet har även repriserats.